# Anthus hellmayri
Anthus hellmayri là một loài chim trong họ Motacillidae.